# 楠家重敏
楠家重敏（くすや　しげとし、1952年9月23日 -2022年1月29日）は、日本の歴史学者。研究分野は日英交流史。杏林大学教授。

## 来歴
東京都生まれ。日本大学第三高等学校卒業。日本大学文理学部史学科日本史専攻卒業。日本大学大学院文学研究科博士課程日本史専攻単位取得満期退学。「流浪の非常勤講師の生活をすごすこと幾星霜」、95年杏林大学外国語学部助教授、教授。専攻は日英文化交渉史。

## 著書
- 『ネズミはまだ生きている チェンバレンの伝記』雄松堂出版 1986〈東西交流叢書〉、新版2010
- 『日本アジア協会の研究 ジャパノロジーことはじめ』日本図書刊行会 1997
  - 改訂版『ジャパノロジーことはじめ 日本アジア協会の研究』晃洋書房 2017
- 『イギリス人ジャパノロジストの肖像　サトウ、アストン、チェンバレン』日本図書刊行会 1998
- 『W・G・アストン 日本と朝鮮を結ぶ学者外交官』雄松堂出版 2005 〈東西交流叢書〉
- 『アーネスト・サトウの読書ノート　イギリス外交官の見た明治維新の舞台裏』雄松堂出版 2009
- 『「歴史とは何か」の歴史』晃洋書房 2016
- 『幕末の言語革命』晃洋書房 2017

### 翻訳
- B.H.チェンバレン/W.B.メーソン『チェンバレンの明治旅行案内 横浜・東京編』新人物往来社 1988
- 市川清流『幕末欧州見聞録 尾蠅欧行漫録』新人物往来社 1992
- イザベラ・L・バード『バード 日本紀行』橋本かほる・宮崎路子共訳 雄松堂出版〈新異国叢書〉 2002
- アーネスト・サトウ『変革の目撃者　アーネスト・サトウの幕末明治体験』上・下、晃洋書房 2021。下巻末に「幕末史」-「ケンブリッジ近代史」より、小島和枝訳